# Седов, Леонид Александрович
Леони́д Алекса́ндрович Седо́в (4 декабря 1934, Москва — 15 февраля 2018, там же) — советский и российский историк, социолог, политолог, востоковед.

## Образование
Закончил 1-й Московский педагогический институт иностранных языков имени Мориса Тореза (факультет переводчиков), и аспирантуру Института востоковедения АН СССР. В 1964 году получил учёную степень кандидата исторических наук, защитив диссертацию на тему «Социально-экономический и государственный строй Ангкорской Камбоджи (IX-XIV вв.)».

## Научная деятельность
Первоначально занимался историей стран Востока, опубликовал монографию «Ангкорская империя» и порядка 50 статей.
С 1967 по 1972 год работал в отделе теории Института конкретных социальных исследований (ИКСИ) АН СССР, занимаясь общей теорией социальных систем.
После вторжения советских войск в Чехословакию написал самиздатский манифест под названием «Логика танков».
После разгрома института по политическим мотивам был уволен, и с 1972 по 1989 год работал старшим научным редактором в издательстве «Советская энциклопедия». Публиковался в стране и за рубежом. Занимался проблемами сравнительной культорологии, специфики менталитета в цивилизациях различного типа, особенностями русского национального характера.
С 1989 работал старшим, затем ведущим научным сотрудником ВЦИОМ, который покинул в составе команды Юрия Левады. С 2003 — ведущий научный сотрудник ВЦИОМ-А, с 2004 — Левада-Центра.
Главный предмет занятий — особенности национального сознания, отражаемые в опросах общественного мнения, взгляды населения на различные аспекты современной жизни, электоральные проблемы.

## Хобби
В шестидесятых годах активно занимался записью и сохранением произведений авторской песни.

## Публикации
В общей сложности имеет более 500 публикаций — две монографии, статьи, рецензии, переводы (две книги классиков западной социологии Т.Парсонса и Р. Дарендорфа, работы Х. Арендт, И. Берлина и др.), в том числе:
Монографии:
- Ангкорская империя: социально-экономический и государственный строй Камбоджи в IX—XIV вв.. — М.: Наука, 1967. — 260 с.
- Советский простой человек. М., 1993 (в соавторстве).

Статьи:
- Sedov, L. A. (1978), ‘Angkor: society and state’, in H. J. M. Claessen and P. Skalník (eds.), The Early State (The Hague), 111–30.
- Коммунизм — это молодость мира // Синтаксис, Париж, 1987, № 17 псевдоним Леон Ржевский).
- Типология культур по критерию отношения к смерти // Синтаксис. Париж, 1989. № 26.
- Перемены в стране и в отношении к переменам // Куда идет Россия?.. Альтернативы общественного развития. М., 1995
- После выборов — перед выбором. Апология социологии // Знамя. 1996. № 3.
- Отношение к смертной казни как показатель гуманизации общества // Мониторинг общественного мнения: экономические и социальные перемены. 1998. № 1.
- Кризис власти и пути её эволюции // Мониторинг общественного мнения: экономические и социальные перемены. 1999. № 4.
- Моральные авторитеты россиян // Мониторинг общественного мнения: экономические и социальные перемены. 2001. № 4.
- Головы выбритые изнутри // Еженедельный журнал, 2002. № 16.
- Российский электорат: десятилетняя эволюция // Общественные науки и современность. 2003. № 5.
- О чём вещают голоса избирателей? // Общественные науки и современность. 2004. № 5.
- La Russie incapable de sortir du cercle vicieuse despotisme-autoritarisme // Le Temps strategique, Geneve. 1993. № 55.
- Russie, l‘ame bariolee // Etude. 1997, № 249.
- Consistency and Change among Russian Voters / M. Wyman, S. White, S. Oates (eds.) // Elections and Voters in Post — communist Russia, Cheltenham, UK* Northampton, MA, USA, 1999.
- Une sociologie pour Russie // Etude. 2003. № 4 (3994).